# New Forest-ponny
New Forest-ponny är en ponnyras som härstammar från New Forest i Hampshire, England där de har levt i ett halvvilt tillstånd sedan 900-talet. Det är en mycket älskad och populär ridponny för barn och ibland även för mindre vuxna. De har ett stadigt och lugnt temperament med ett attraktivt utseende. Än idag finns det halvvilda New Forest-ponnyer runt Hampshire.

## Historia
Genom Kung Knut den stores skogs- och jaktlagar som var stiftade i Winchester år 1016 vet man att det fanns ponnyer i New Forest-skogarna vid den här tiden. Efter den normandiska erövringen av landet tillkännagav Vilhelm Erövraren (1087-1100) New Forest-skogarna som kunglig jaktmark. Där fick hjortarna leva skyddade och de som bodde där hade betesrätt till sina djur. På senare tid har man även hittat dokument som visar att New Forestponnyn beräknas ha funnits i skogarna sedan 900-talet och sedan 1000-talet har deras historia varit mycket väldokumenterad. 
Det första belagda försöket att förbättra New Forest-ponnystammens kvalitet gjordes så tidigt som år 1208, då 18 Welshponnyston släpptes ut i skogen tillsammans med de vilda hästarna. Den engelska fullblodshingsten Marske betäckte även en hel del New Forest-ston, men hans långsiktiga insatser kan diskuteras. Marske kom till skogen år 1765, sedan verksamheten lagts ned vid de stuterier som Hertigen av Cumberland ägde. Marske var knappast högre än 147 cm i mankhöjd. Han hade aldrig vunnit något på kapplöpningsbanan, men han var far till en av världens genom tidernas bästa galoppör, Eclipse. Marske påverkade inte storleken på ponnyerna, men hans arv syns bland annat i huvudet som än idag har en karaktär som påminner mer om en stor häst än en ponny. 
Trots inflytandet av fullblod hade rasens kvalitet försämrats betydligt vid sekelskiftet och början av 1800-talet Under 1800-talet intresserade sig drottning Victoria för rasen och hon lät stationera ut araber och andra orientaliska hästar i området för att påverka rasen. Störst inflytande hade de två arabiska hingstarna Zorah och Albeyan, samt den berbiska hingsten Yirrassian. Zorah placerades ut år 1852. Albeyan och Berberhästen Yirrassian var drottningens egna hingstar som hon lånade ut år 1889 men dessa fick enbart betäcka utvalda ston. Albeyan hann ändå betäcka 112 stycken. Albeyans son som var undan ett Welshsto hade mycket stor betydelse för New Foreststammarna. Även om drottningens tankar var goda så avlades New Forst-ponnyerna nästan sönder av allt det orientaliska blodet och de blev mindre härdiga mot det kalla ochfuktiga klimatet då de arabiska hästarna var mer härdade mot hetta och torka. 
Troligen skulle sönderavlandet ha fortsatt om inte Lord Arthur Cecil och Lord Lucas ingripit. 1891 startade de ett avelssällskap för rasen med syfte att förbättra rasen. Sällskapet och de två lordarna inledde en hingstpremiering där man skulle planera vilka hingstar som skulle få släppas lösa med hjorden. För att korrigera bristerna i fråga om massa, benstomme och härdighet tillförde Lord Cecil rejäla mängder inhemskt blod från rùmponnyer (svarta gallowayponnyer från Isle of rùm) och från highlandponny, dales, fell, dartmoorponny, exmoorponny och welshponny. Lord Lucas spädde på med det berömda Welsh Starlight-blodet genom sina Picket-ponnyer och även han använde sig av dartmoor, exmoor och fell. Han släppte till och med ut en Basutoponny som han tagit med sig från Sydafrika. De båda lordarna belönade även lokala uppfödare med premier och priser som skulle locka dem till att höja kvalitén på rasen, speciellt bland hingstarna. 

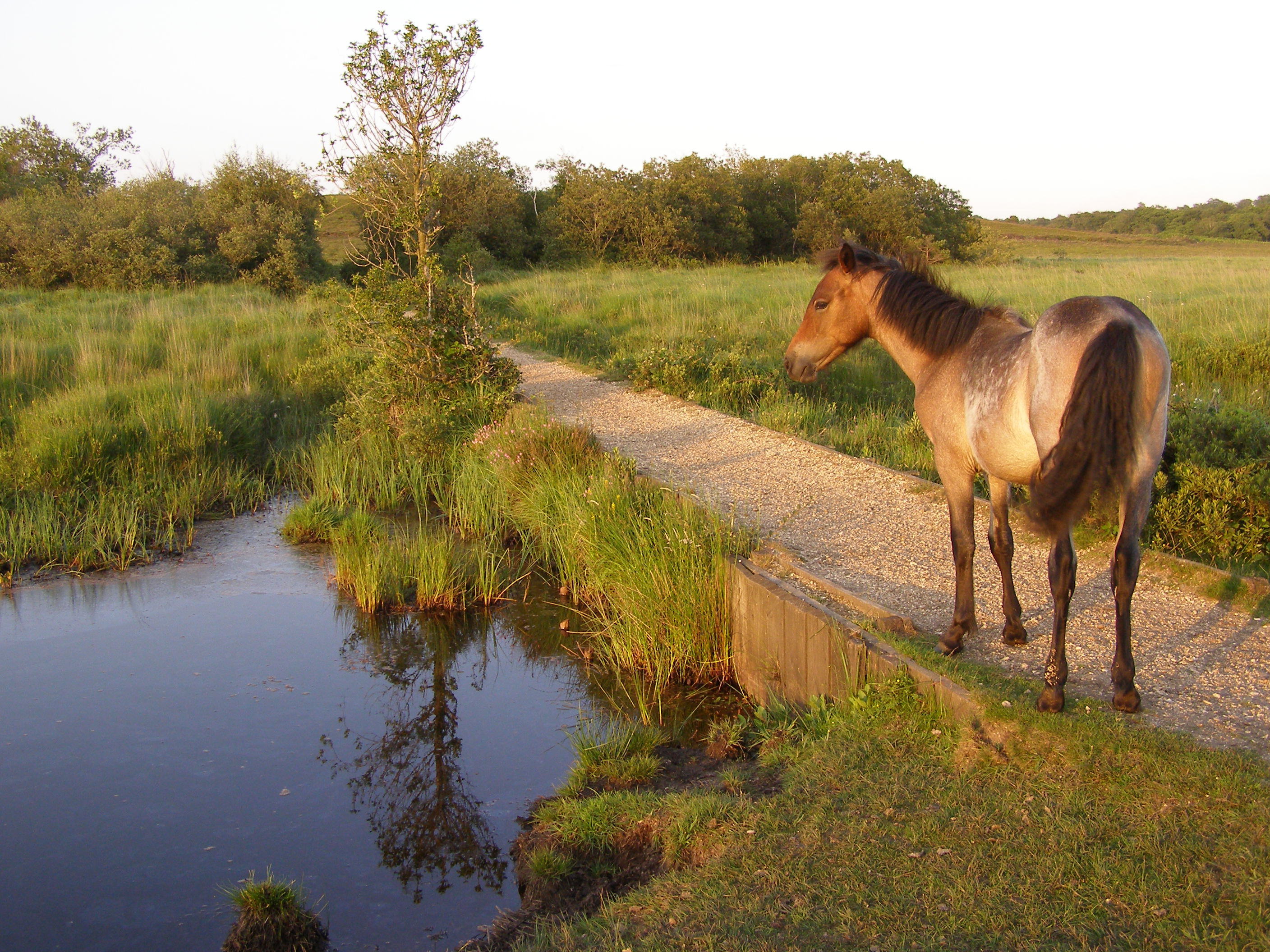

Efter Första världskriget avtog arbetet med att försöka föda upp ponnyerna och beståndet dalade än en gång. Den egna stamboken stängdes tillfälligt och istället skrevs ponnyerna in i en gemensam stambok för olika brittiska ponnyraser, National Pony Studbook. Inkorsningarna av andra brittiska raser avtog nu för att senare upphöra helt och hållet. Rasens ”grå eminens” var poloponnyn Field Marshall. Han stod i New Forest 1918-1919 och hans inflytande märks tydligt i de berömda Brookside-linjerna. 
1938 bildades den första rasföreningen, The New Forest Breeding & Cattle Society och efter andra världskriget utkristalliserades en grupp om fem hingstar vilka anses utgöra den moderna New Forst-ponnyns stamfäder. De återfinns i stamtavlor för de bästa av dagens New Forest-ponnyer och heter: Denny Danny med en linje till welshponnyn Dyoll Starlight; Goodenough, undan ett sto av welshtyp efter Field Marshall; Broomy Slipon, en fux fallen efter Telegraph Rocketer undan Judy XV; Brookside David, ättling till Field Marshall; samt Knightwood Spitfire, efter Brookside Spitfire undan The Weirs Topsy, vars far var den gulsvarta highlandponnyn Clansman, från vilken alla linjer med gulanlag (isabell, gulbrun, gulsvart) bland New Forest-ponnyerna tros härstamma. 
New Foresthästarna fick en egen stambok igen år 1960. Svenska New Forestföreningen bildades 1967, då New Forestrasen hade funnits i Sverige i över 10 år med de första importerna som kom till Sverige under 1950-talet. Föreningen jobbade för att främja aveln av rasen även i Sverige bland annat med hjälp av hingsten Merrie Marshall RNF 1 och några ston som importerades samtidigt. 
Idag finns fortfarande halvvilda hästar som får ströva fritt i området, tack vare en lag som existerat i 900 år som ger ponnyerna och även annan boskap rätt att beta fritt på markerade områden. Det finns ca 3000 ponnyer enbart i skogarna som ibland söker sig in i byarna runt skogen. På sommaren blandar man ut stammarna genom att släppa lös andra hingstar i de olika distrikten, oftast så många som 100 stycken som får para sig fritt. Ponnyerna samlas sedan in till hösten för att inspekteras så man vet hur många ston som är dräktiga medan fölen från förra året skiljs av och brännmärks. En del av ponnyerna säljs av på auktioner medan andra släpps tillbaka till skogen.

## Egenskaper
New Forst-ponnyn har en lång rad med olika raser i sin bakgrund vilket gett en ponny med många egenskaper. Mankhöjden kan vara så låg som 122 cm och ända upp till 148 cm, vilket gör att de kan passa barn i alla åldrar. Alla färger är tillåtna utom skäck och tigrerad, men brun är absolut vanligast. Vita tecken är tillåtna, med vissa restriktioner. Vita tecken över ljus hud tillåts ej bakom huvudet, på frambenen över sken- (ärt-)benet och på bakbenen ovanför en horisontell linje genom hasspetsen. Som vita tecken räknas ej märken efter ärrbildning eller tryckskador, ej heller stickelhår där huden under är mörk. Färgen isabell är ej godkänd på hingstar födda efter 1990 då färgen blev förbjuden hos rasen.
Huvudet varierar i typ från starkt ponnykaraktäristiska till huvudet av en varmblodshäst, men i regel saknar många New Forest-ponnyer den riktigt typiska ponnykaraktären. Huvudet har rak nosprofil, medelstora ögon, välproportionerade öron och markerade näsborrar. Halsen är medellång, välproportionerad och har kraftig man. Ponnyerna har en väl markerad manke, lång och rak rygg, brett och sluttande kors och väl ansatt, tjock svans. Bröstet har ett gott djup och ponnyerna har ofta ganska långt, sluttande bogparti, starka, muskulösa ben med breda ledgångar, långa underarmar och skankben samt välformade hovar. Bogens byggnad ger ponnyerna en fri och buren aktion.
New Forst-ponnyerna är bra och pålitliga ponnyer som är vanliga på ridskolor. De är väldigt bra allround-ponnyer men brukar främst ha talang inom banhoppning. New Forest ponnyer är starka och klarar av att bära en vuxen. De har även ett väldigt bra och lugnt temperament.